# گولرینگن
گولرینگن (  Gullringen) یک منطقه مسکونی است که در بخش ویمربی شهرستان کالمار در کشور سوئد واقع شده است. جمعیت گولرینگن در پایان سال ۲۰۱۰ بالغ بر ۵۴۱ نفر بوده است.